# Comanche (còmic)
Comanche és una de les obres més importants de la historieta francobelga, un autèntic clàssic del western entre els lectors. Es va publicar per primera vegada a la revista Tintín els autors foren Greg com a guionista i Hermann com a dibuixant el 1969.

## Trajectòria editorial
A la fi dels 60, les dues grans revistes franc-belgues que competien amb "Tintín" publicaven dos reeixits westerns: Spirou, Jerry Spring de Jijé i Pilote, El tinent Blueberry de Charlier i Giraud. A "Tintín", Hermann hi havia demostrat la seva adequació al gènere amb les il·lustracions que havia realitzat per a un relat de Pierre Pilot, així que Greg es va proposar dotar la revista de la seva pròpia sèrie de l'oest.
Comanche va ser publicada originalment a la revista "Tintín a partir del 18 de desembre de 1969, assolint catorze volums abans de la mort de Greg. A Espanya, aquestes historietes també van ser serializadas a revistes com Mortadelo de l'Editorial Bruguera.
Posteriorment, es van editar dues "integrals", volums de gran grossor que recopilen els deu primers àlbums originals. Aquests integrals van ser editats a Espanya per Planeta DeAgostini.

### Àlbums
1. Red Dust (1972)
2. Les Guerriers du désespoir (1973, ISBN 2-8036-0216-4)
3. Les Loups du Wyoming (1974)
4. Le ciel est rouge sur Laramie (1975)
5. Le Désert sans lumière (1976)
6. Furie rebelle (1976)
7. Le Doigt du diable (1977)
8. Les Shériffs (1980)
9. Et le diable hurla de joie… (1981, ISBN 2-8036-0223-7)
10. Le Corps d'Algernon Brown (1983, ISBN 2-8036-0409-4)
11. Les Fauves (1990, ISBN 2-205-03900-8)
12. Le Dollar à trois faces (1992, ISBN 2-205-03985-7)
13. Le Carnaval sauvage (1995, ISBN 2-205-04126-6)
14. Les Cavaliers du rio perdu (1997, ISBN 2-205-04409-5)
15. Red Dust express (2002, ISBN 2-205-04650-0)

- fora de la sèrie: Red Dust - Kentucky - Ten Gallons (1993)
- fora de la sèrie Le Prisonnier (1998, ISBN 2-912919-00-2)
- intégral The Whole Story (toms 1 a 10 i històries inèdites, en tres volums - 1995)
- intégral (toms 1 a 10 en dos volums - 2004-2005)

## Argument
Comanche, l'hereva del ranxo "Triple Sis", s'enfronta com pot a la vida en solitud enmig de l'Oest americà, però el valor d'aquesta jove de caràcter fort no és suficient per saldar els deutes que pengen sobre la seva propietat... fins que apareix Red Dust, un desconegut a qui Comanche cedeix la direcció del ranxo.

## Els personatges
- Comanche és una dona jove i decidida. El seu nom real és Verna Fremont (volum 12, pàgina 5), propietària del ranxo 666.
- Red Dust era un vaquer solitari que es va convertir en capatàs de 666. Pistoler formidable, amb un passat turbulent al començament de la sèrie, perd gradualment aquest estat de virtuós del gallet.
- Clem Ryan vaquer jove impulsiu, actua primer i pensa després. També ell, en el transcurs de la sèrie, entra en el rang i es converteix en un dels encarregats del 666.
- Toby havia sigut un esclau, empleat al 666. És el millor amic de Clem. Aquest és l'alter ego de Red Dust al ranxo 666; assumirà el paper de capatàs al principi.
- Tache de Lune és un jove guerrer Cheyenne, acollit al 666 per Dust. Lluitador robust, àgil i silenciós, es va refugiar amb els "homes blancs" per no prendre partit en la lluita entre dos germans per la successió de Trois-Bâtons, el cap de la tribu, i mantindrà un ferma lleialtat per Dust i Comanche a partir de llavors.
- Ten Gallons un vell retorçat, que és el més proper a un pare per Comanche. Capatàs "honorífic" del 666.
- Wallace quan Red Dust torna a Greenstone Falls, es converteix en xèrif. Serà en l'origen de la redempció de Dust, i la seva relació sovint serà com la d'un pare i un fill.
- Doc Wetchin veterinari alcohòlic de Greenstone Falls, està involucrat en diversos assumptes bruts, tractant de soscavar el ranxo 666. Ell llavors deixarà la ciutat amb un altre gran malvat de la sèrie, Russ Dobbs.
- Russ Dobbs líder del clan dels germans Dobbs, representa el mal absolut. Present en només dos àlbums, no obstant això té un paper preponderant en el destí de Red Dust i, per tant, en l'evolució de la sèrie.
- Palomino o símplement 'Pal' és el cavall de Dust, aquest semental es va fer per complir amb "el millor cavaller", en paraules de Ten Galons, qui el va capturar.

## Valoració
Pel crític Norman Fernández, Comanche es tracta d'un western modern, en la línia de les pel·lícules de Robert Altman, Sergio Leone o Sam Peckinpah. Suposa també la maduresa gràfica de Hermann, en clara competència amb Gir.